# Instant poetry
Instant poetry is een single van de Nederlandse band Golden Earring. De single werd uitgebracht tussen twee albums, waarvan Moontan ook internationale verkopen haalde en Switch de band weer met beide benen op de grond zette. Instant poetry verscheen als afsluiter van een tijdperk op het verzamelalbum The complete single collection volume 1 (1961-1974). Het nummer doet voor wat betreft opbouw denken aan Radar Love.

## Musici
- Barry Hay – zang
- Rinus Gerritsen – basgitaar
- George Kooymans – gitaar, zang
- Cesar Zuiderwijk – slagwerk

## Hitnotering
Het nummer was eerst alarmschijf.

### Nederlandse Top 40
| Hitnotering: week 17 t/m 25 in 1974 | Hitnotering: week 17 t/m 25 in 1974 | Hitnotering: week 17 t/m 25 in 1974 | Hitnotering: week 17 t/m 25 in 1974 | Hitnotering: week 17 t/m 25 in 1974 | Hitnotering: week 17 t/m 25 in 1974 | Hitnotering: week 17 t/m 25 in 1974 | Hitnotering: week 17 t/m 25 in 1974 | Hitnotering: week 17 t/m 25 in 1974 | Hitnotering: week 17 t/m 25 in 1974 | Hitnotering: week 17 t/m 25 in 1974 |
| Week:                               | 1                                   | 2                                   | 3                                   | 4                                   | 5                                   | 6                                   | 7                                   | 8                                   | 9                                   |                                     |
| ----------------------------------- | ----------------------------------- | ----------------------------------- | ----------------------------------- | ----------------------------------- | ----------------------------------- | ----------------------------------- | ----------------------------------- | ----------------------------------- | ----------------------------------- | ----------------------------------- |
| Positie:                            | 17                                  | 10                                  | 3                                   | 4                                   | 5                                   | 9                                   | 14                                  | 30                                  | 40                                  | uit                                 |

### NederlandseDaverende 30
| Hitnotering: 27-4-1974 t/m 21-6-1974 | Hitnotering: 27-4-1974 t/m 21-6-1974 | Hitnotering: 27-4-1974 t/m 21-6-1974 | Hitnotering: 27-4-1974 t/m 21-6-1974 | Hitnotering: 27-4-1974 t/m 21-6-1974 | Hitnotering: 27-4-1974 t/m 21-6-1974 | Hitnotering: 27-4-1974 t/m 21-6-1974 | Hitnotering: 27-4-1974 t/m 21-6-1974 | Hitnotering: 27-4-1974 t/m 21-6-1974 | Hitnotering: 27-4-1974 t/m 21-6-1974 |
| Week:                                | 1                                    | 2                                    | 3                                    | 4                                    | 5                                    | 6                                    | 7                                    | 8                                    |                                      |
| ------------------------------------ | ------------------------------------ | ------------------------------------ | ------------------------------------ | ------------------------------------ | ------------------------------------ | ------------------------------------ | ------------------------------------ | ------------------------------------ | ------------------------------------ |
| Positie:                             | 16                                   | 4                                    | 3                                    | 4                                    | 5                                    | 9                                    | 18                                   | 29                                   | uit                                  |

### BelgischeBRT Top 30
| Hitnotering: 25-5-1974 t/m 28-6-1974 | Hitnotering: 25-5-1974 t/m 28-6-1974 | Hitnotering: 25-5-1974 t/m 28-6-1974 | Hitnotering: 25-5-1974 t/m 28-6-1974 | Hitnotering: 25-5-1974 t/m 28-6-1974 | Hitnotering: 25-5-1974 t/m 28-6-1974 | Hitnotering: 25-5-1974 t/m 28-6-1974 |
| Week:                                | 1                                    | 2                                    | 3                                    | 4                                    | 5                                    |                                      |
| ------------------------------------ | ------------------------------------ | ------------------------------------ | ------------------------------------ | ------------------------------------ | ------------------------------------ | ------------------------------------ |
| Positie:                             | 7                                    | 12                                   | 27                                   | 13                                   | 22                                   | uit                                  |

Duitsland * Offizielle Deutsche Charts
positie: 24 aantal weken: 5
Discografie